# Blepephaeus leucosticticus
Blepephaeus leucosticticus är en skalbaggsart som beskrevs av Stefan von Breuning 1938. Blepephaeus leucosticticus ingår i släktet Blepephaeus och familjen långhorningar.
Artens utbredningsområde är Sulawesi. Inga underarter finns listade.